# Улица Бумажкова (Минск)
Улица Бумажко́ва (бел. Вуліца Бумажкова) — улица на востоке Минска, в Партизанском районе.

## История
В 1951 году улица, переулок и проезд в Минске были названы в честь организатора партизанского движения Тихона Бумажкова. Улица расположилась между селом Слепянка и новыми городскими кварталами.

## Описание
Улица начинается с пересечения с улицей Передовой, пересекает улицы Двинскую, Аннаева, Уральскую, Багратиона, переулок Бумажкова, проезды Бумажкова и Столетова, заканчивается Т-образным перекрёстком с улицей Столетова.
Большая часть застройки — частный сектор, среди которой в начале XXI века построен высотный дом. На улице расположены Управление по образованию Партизанского района (д. 37), детский сад № 543 (д. 39) и посольство Армении (д. 50). На перекрёстке с улицами Передовой и Менделеева по состоянию на 2021 год строится церковь.

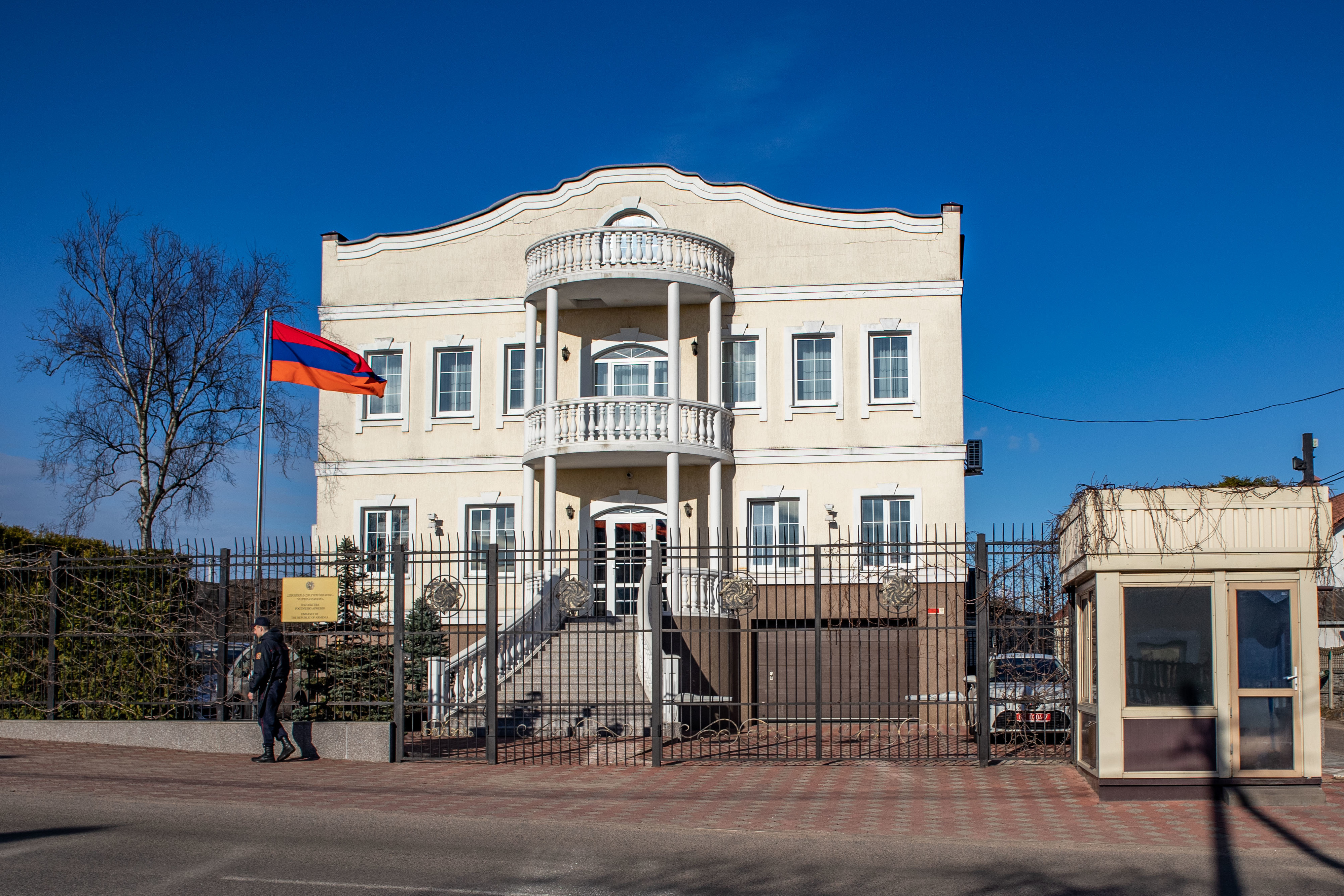
Посольство Армении